# Ашбах (Рейнланд-Пфальц)
Ашбах (нем. Aschbach) — община в Германии, в земле Рейнланд-Пфальц.
Входит в состав района Кузель. Подчиняется управлению Вольфштайн. Население составляет 330 человек (на 31 декабря 2010 года). Занимает площадь 4,46 км².